# Palwancha
Palwancha là một thành phố và khu đô thị của quận Khammam thuộc bang Andhra Pradesh, Ấn Độ.

## Nhân khẩu
Theo điều tra dân số năm 2001 của Ấn Độ, Palwancha có dân số 68.561 người. Phái nam chiếm 51% tổng số dân và phái nữ chiếm 49%. Palwancha có tỷ lệ 62% biết đọc biết viết, cao hơn tỷ lệ trung bình toàn quốc là 59,5%: tỷ lệ cho phái nam là 69%, và tỷ lệ cho phái nữ là 55%. Tại Palwancha, 13% dân số nhỏ hơn 6 tuổi.